# Nagybánhegyes
Nagybánhegyes é um município da Hungria, situado no condado de Békés. Tem 42,24 km² de área e sua população em 2015 foi estimada em 1.224 habitantes.